# ولسوالی کامه
کامه یکی از ولسوالی‌های ولایت ننگرهار در خاور افغانستان است. جمعیت آن در سال ۲۰۰۶ میلادی، ۶۳۲۳۲ نفر اعلام شده‌است.